# Katarina Nyberg
Katarina Nyberg (n. 16 noiembrie 1965, Örnsköldsvik, Comitatul Västernorrland, Suedia) este o jucătoare de curl ce a reprezentat Suedia, medaliată olimpică. A participat la 2 ediții ale Jocurilor Olimpice (1998, 2002) în care a câștigat o medalie de bronz.